# Special Delivery (38 Special)
Special Delivery è il secondo album dei 38 Special uscito nel novembre 1978 per l'etichetta discografica A&M Records.

## Tracce
1. I'm a Fool for You – 2:54 (Cascella)
2. Turnin' to You – 3:57 (Barnes, Carlisi)
3. Travelin' Man – 4:14 (Barnes, Carlisi, Van Zant)
4. I Been a Mover – 4:17 (Van Zant, Carlisi)
5. What Can I Do – 4:26 (Barnes, Van Zant)
6. Who's Been Messin – 4:11 (Barnes, Carlisi, Hartman, Van Zant)
7. Can't Keep a Good Man Down – 3:16 (Barnes, Junstrom, Van Zant)
8. Take Me Back – 5:12 (Barnes, Van Zant)

## Formazione
- Donnie Van Zant - voce
- Don Barnes  - chitarra, voce
- Jeff Carlisi  - chitarra
- Larry Junstrom - basso
- Jack Grondin - trombone
- Steve Brookins - batteria
- Terry Emery - percussioni